# Филластр, Гильом (старший)

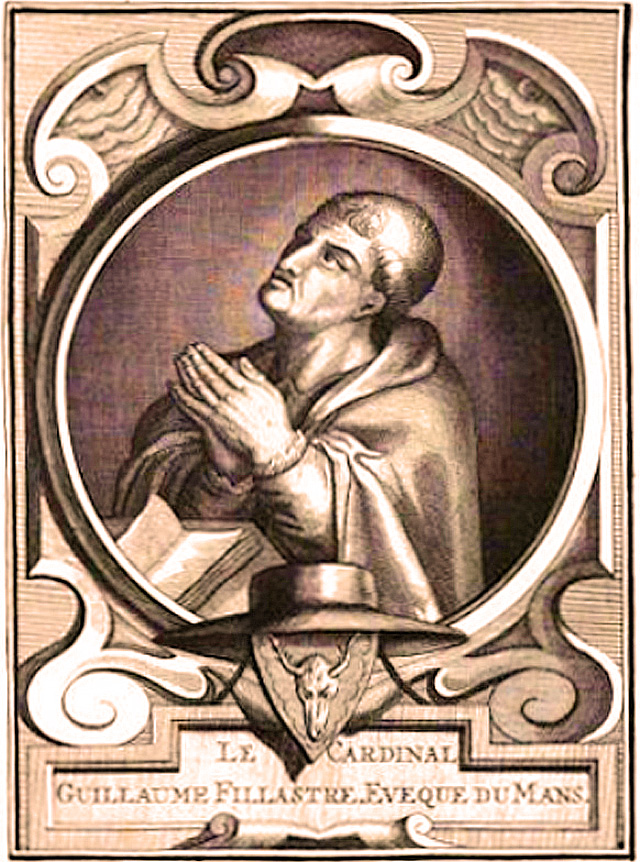
На гравюре XVIII века

Гильом Филластр (фр. Guillaume Fillastre; 1348, Ла-Сюз — 6 ноября 1428, Рим) — французский кардинал и учёный-правовед; специалист по каноническому праву, гуманист и географ. Дядя историка Гийома Фийатра.

## Биография
Местом его рождения большинство историков считает Ла-Сюз в Анжу, поскольку там его семья владела собственностью. После получения степени доктора канонического права преподавал право в Реймсском университете, в 1392 году стал деканом факультета. Во время церковного раскола был на стороне папы Бенедикта XIII, однако, состоя при герцоге Орлеанском, предпринимал усилия к ликвидации раскола и часто ездил в Авиньон; после Пизанского собора (1409) был в 1411 году назначен папой Иоанном XXIII кардиналом, а в 1413 году — архиепископом Экским; играл видную роль на Констанцском соборе в феврале 1415 года, где содействовал избранию папой Мартина V (1417), который в 1418 году направил его во Францию в качестве легата «a latere»; в знак признания его работы на данном поприще по содействию единству церкви был сделан протоиереем Латеранского собора. В 1421 году покинул Экс и в 1422 году отправился в Сен-Понс. Скончался в Риме, похоронен в базилике Сан-Кризогоно. На завещанные им средства началось строительство одной из башен Реймсского собора.
Резко критиковал галликанизм, вследствие чего приобрёл множество врагов. Был известен трудами в области древних языков, космографии и географии. Написал комментарии к сочинениям Помпония Мелы, Птолемея и объяснительный текст к карте Европы, составленной Клавдием Кимврийским в 1427 году. Во время Констанцского собора вёл дневник, признанный спустя века ценным историческим документом.